# Dictyna bostoniensis
Dictyna bostoniensis là một loài nhện trong họ Dictynidae.
Loài này thuộc chi Dictyna. Dictyna bostoniensis được James Henry Emerton miêu tả năm 1888.